# Fancy Bear
Fancy Bears je hekerska skupina iz Rusije, ki je začela delovati leta 2007, z namenom odkrivanja in javnega razkrivanja zaupnih podatkov pomembnih svetovnih organizacij. 
Število  članov skupine zaenkrat še ni znano, saj skupina prisega na anonimnost. Viri namigujejo na povezavo z znano hekersko skupino Anonymous.

## Splošne informacije
V preteklosti se je skupina pojavljala z različnimi imeni: APT28, Pawn Storm, Sednit, Sofacy Group ... Ne glede na vzdevek so bile njene ciljne skupine vedno: vojska, vlada, članice NATO in različne agencije (npr. WADA), saj te organizacije posedujejo pomembne podatke. Nekateri  viri navajajo, da naj bi skupino Fancy Bears pri njihovih dejanjih podpirali ruska vlada in ruska vojašk -obveščevalna agencija (GRU). 

## Ime skupine
Ime omenjene skupine – Fancy Bears lahko razdelimo na dva dela: »fancy« in »bears«. Skupina se je za besedo »bears« (medvedi) odločila, ker je Rusija, svetovna velesila, znana po mogočnih medvedih. Poleg tega pa je medved  splošno gledano simbol moči in strah vzbujajoče bitje, ki ga je vredno spoštovati.
Beseda »fancy« se v hekerskem jeziku nanaša na besedo »sofacy«.

## Napadi in poslanstvo[2]
Skupina Fancy Bears si je zadala cilj, razširiti zaupne, prikrite podatke, ki bi v nepravih rokah naredili več škode kot koristi ali pa bi se na račun prikrivanja teh podatkov kdo okoristil. 
V času svojega delovanja so izvedli kar nekaj izjemnih akcij. Med drugim so odgovorni za napad na nemški parlament, francosko televizijo TV5Monde, belo hišo, NATO in Svetovno protidopinško organizacijo (WADA).

## Napad na WADO (avgust 2016)[4]
Napad na Svetovno protidopinško organizacijo leta 2016 je dvignil veliko prahu, saj se je zgodil ravno v času, ko je v zraku še vladala evforija nad Olimpijskimi igrami – Rio 2016. Pri načrtovanju napada na Svetovno protidopinško organizacijo (WADA) je bil njihov primarni cilj pridobiti dostop do podatkovne baze organizacije in svetu razkriti zaupne podatke o goljufijah in prevarah znanih športnikov v zvezi z jemanjem prepovedanih substanc. Na ta način so želeli dokazati, da za dopingom ne stojijo le športniki, temveč tudi njihova vlada in ostale pomembne organizacije.   
Ker se skupina zelo zavzema za pošteno igro in čist šport, je razkrila zaupne podatke kar 29 športnikov, med njimi so na primer tudi slavni sestri Williams (tenis) in britanski kolesar sir Bradley Wiggins, ki v zadnjih letih kroji sam vrh svetovnega kolesarstva.
Iz pridobljenih zaupnih podatkov je razvidno, da so kolesarju B. Wigginsu med letoma 2008 in 2013 večkrat dovolili vzeti substanco, ki je na črni listi protidopinške agencije: t. i. triamcinolone acetonide. To substanco naj bi kolesar lahko jemal kot terapevtsko izjemo, zaradi domnevne alergije na cvetni prah.
Poleg omenjenega kolesarja je skupina razkrila zaupne zdravstvene podatke še o:
ZDA:
- Bethanie Mattek-Sands (tenis)
- Serena Williams (tenis)
- Venus Williams (tenis)
- Brittney Griner (košarka)
- Elena Delle Donne (košarka)
- Conger John (plavanje)
- Dagmara Wozniak (sabljanje)
- Deanna Price (met kladiva)
- Kathleen Baker (plavanje)
- McQuin Baron (vaterpolo)
- Simone Biles (gimnastika)
- Michelle Carter (suvanje krogle)
- Sam Dorman (skoki v vodo)
- Tervel Ivaylov Dlagnev (rokoborba)

Velika Britanija:
- Sir Bradley Wiggins (kolesarstvo)
- Charley Hull (golf)
- Christopher Froome (kolesarstvo)
- Heather Fisher (ragbi sevens)
- Sam Townsend (veslanje)

Nemčija:
- Robert Harting (met diska)
- Franziska Hentke (plavanje)
- Christina Obergfoll (met kopja)
- Christian vom Lehn (plavanje)
- Christian Reichert (plavanje)

Danska:
- Blume Pernille (plavanje)

Rusija:
- Miša Alojan (boks)

Poljska:
- Natalija Madaj (veslanje)

Češka:
- Petra Kvitova (tenis)

Romunija:
- Roxana Cogianu (veslanje)

Vsi športniki so si na podlagi pridobljenih terapevtskih izjem, ki so sicer na WADINI listi prepovedanih substanc, olajšali pot do uspeha in želenih rezultatov.
Po napadu je generalni direktor WADE Olivier Niggli dejal:
»WADA se zaveda, da gre tu za kriminalno dejanje. Zaradi nepremišljenosti so bili javno objavljeni osebni podatki 29 športnikov, kar je za te športnike zelo moteče. Vse skupaj prav tako povzroča zaskrbljenost pri vseh udeležencih letošnjih olimpijskih iger v Riu de Janeiru.«

## Napad na nemški parlament
Skupina naj bi bila odgovorna tudi za kibernetski napad na nemški parlament, ki je trajal kar 6 mesecev (vse od decembra 2014) in napad na Bundestag ter nekatere politike (med njimi: Sahra Wagenknecht, Junge Union). Nemške oblasti se še vedno bojijo, da bodo hekerji s pomočjo pridobljenih podatkov manipulirali z javnostjo pred volitvami (naslednje volitve bodo septembra 2017).